# Kindergarderobe
Die Kindergarderobe war eine österreichische Monatszeitschrift, die von 1894 bis 1939 in Berlin und Wien erschien. Sie führte anfangs den Nebentitel Illustrierte Monatsschrift mit Zuschneidebogen zur Selbstanfertigung der Kinderbeikleidung und Zeitschrift zur handarbeitl. Beschäftigung und Unterhaltung der „Kleinen“, mit der Beilage „Für die Jugend“, dann ab 1904 Monatsschrift zur Selbstanfertigung der Kinderkleidung und Kinderwäsche, ab 1919 Monatsschrift zur Selbstanfertigung der Kinderbekleidung und -Wäsche und von 1922 bis 1925 Zeitschrift für Selbstanfertigung von Kinderbekleidung und Kinderwäsche.